# غزو كايين (1809)
غزو كايين (بالإنجليزية: Invasion of Cayenne (1809))‏ كانت عملية مشتركة بين قوات التدخل السريع الإنجلو-برتغالية ضد كايين (عاصمة غويانا الفرنسية) عام 1809 أثناء الحروب النابليونية. والعملية هي جزء من سلسلة من الهجمات على الأراضي الفرنسية في الأمريكيتين خلال 1809، كانت البحرية الملكية البريطانية قادر على إرسال قوات كبيرة لمهاجمة الميناء النهري المحصن. لكن بدلاً من ذلك وجهت نداءات للحكومة البرتغالية التي كانت قد طردت من البرتغال في العام السابق خلال حرب شبه الجزيرة وكانت تقيم في البرازيل.